# Vennbahn

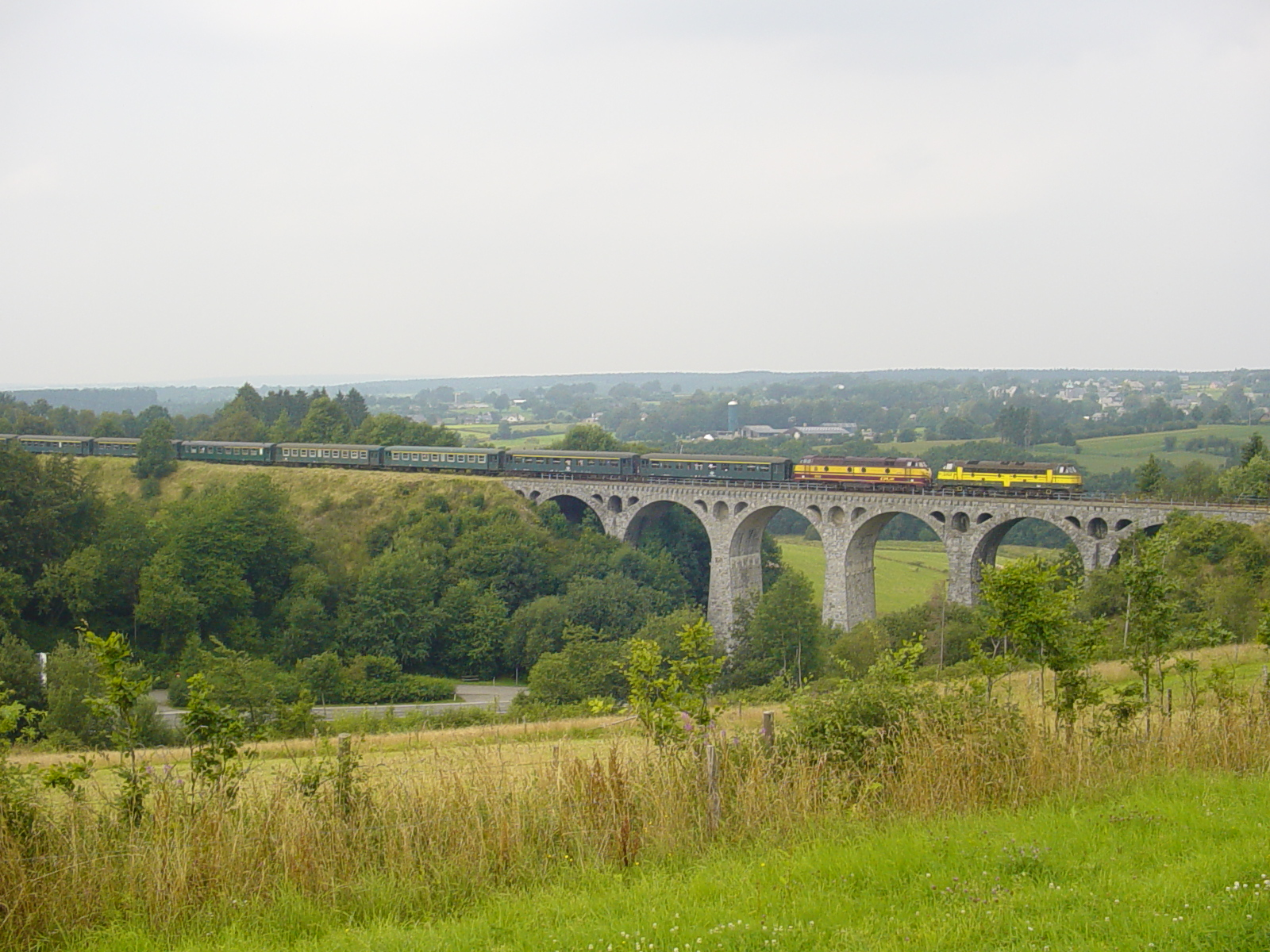
Um viaduto da Vennbahn perto de Bütgenbach na província de Liège, Bélgica.

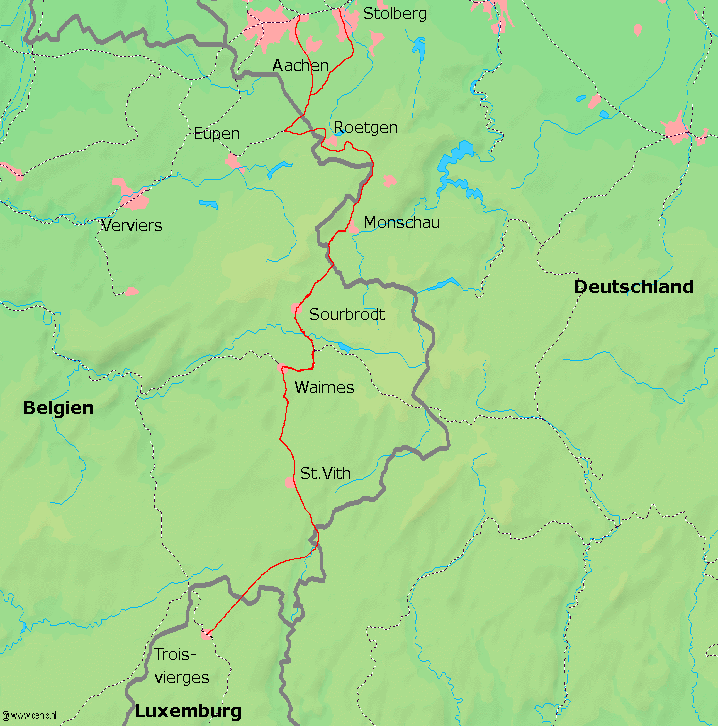
Mapa da rota da Vennbahn

Vennbahn é uma antiga linha ferroviária que, embora à data da construção estivesse em território da Alemanha, encontra-se hoje totalmente na Bélgica – mesmo onde partes do trajeto percorriam território alemão – os locais de assentamento do caminho-de-ferro da linha tornaram-se território belga em 1919 por provisão do Tratado de Versailles. Esta parte do tratado também teve como consequência a criação de cinco pequenos exclaves da Alemanha do lado ocidental da linha.
A linha, de bitola padrão e com 75 km de comprimento, atravessa os Hautes Fagnes (em alemão:  Hohes Venn) a sul de Aachen, numa direção aproximadamente de sul de Eupen via Raeren (local dos armazéns), Monschau (Montjoie) e Malmedy para Trois-Ponts, num ramal de 20 km para leste de Oberweywertz para Bütgenbach e Losheim. Em Eupen liga-se com a linha para Welkenraedt, onde se junta à linha Bruxelas-Colónia. Em Trois-Ponts liga-se à linha Liège-Luxemburgo.
Em 2008 surgiu na imprensa a ideia de que, com a Vennbahn já fora de operação, a Bélgica poderia devolver à Alemanha as terras onde a linha passa, de modo que os exclaves alemães deixariam de o ser. Porém, os ministros dos assuntos externos dos dois países confirmaram que essa estreita faixa continuará a ser território belga, não estando previstas alterações.
Em 4 de Dezembro de 2007, o desmantelamento da linha foi iniciado e, em Setembro de 2008, a totalidade da linha tinha sido removida entre Trois-Ponts e Sourbrodt.